# Evangelische Kirche Hünxe

Dorfkirche Hünxe von Südwesten

Die evangelische Kirche Hünxe, in ihrer heutigen Gestalt ab dem 13. Jahrhundert erbaut, hat die für Dorfkirchen eher ungewöhnlich aufwändige Form einer dreischiffigen Säulenbasilika. Sie enthält künstlerisch und historisch bemerkenswerte Ausstattungsstücke.
Als „Dorfkirche Hünxe“ im Kreis Wesel gehört sie zu einem von zwei Pfarrbezirken der Kirchengemeinde Hünxe und mit dieser zum Evangelischen Kirchenkreis Dinslaken der Evangelischen Kirche im Rheinland.

## Baugeschichte
Aus dem mittelalterlichen Patrozinium des Hl. Suitbert wird ein hohes, bis ins frühe Mittelalter zurückreichendes Alter der Kirche geschlossen, die auf einer leichten Erhebung nördlich der heutigen Dorstener Straße errichtet wurde.
Älteste erhaltene Teile stecken im Westturm einer um die Mitte des 13. Jahrhunderts neu erbauten Kirche, von der im Inneren des Turms noch Rundbogenfenster zeugen. Sie bekam in der ersten Hälfte des 14. Jahrhunderts ein neues, dreischiffiges Langhaus von sechs Jochen mit einem polygonalen 5/8-Chor. Außen ist an der unbedeutenden Stufung der Dachflächen zu erkennen, warum der Obergaden nur Fenster von geringer Höhe aufweist. Nach einem Einsturz wurden die vier westlichen Joche in spätgotischer Zeit mit Backsteinen wiederaufgeführt. Ihre sechs Säulen wurden durch kräftige Rundpfeiler ersetzt. Die vier Trachytsäulen im Osten tragen Kapitelle mit Eichenblättern, sind aber überarbeitet. In die spätgotische Bauzeit gehört die über einen Meter dicke Ummantelung des Turmuntergeschosses, während die Obergeschosse erst 1897 ihre Tuffsteinverkleidung bekamen. Zum nördlichen Seitenschiff öffnet sich die Antoniuskapelle aus der ersten Hälfte des 16. Jahrhunderts.
Um 1562 schloss die Bevölkerung sich der Reformation an, die Gemeinde wurde lutherisch. Die Barockzeit und die Wiederherstellung nach den Schäden im Zweiten Weltkrieg (Turm und Nordseitenschiff) brachten weitere Ein-, Aus- und Umbauten, sowie Restaurierungen.

## Hüchtenbruch-Epitaph
Neben zwei mittelalterlichen Altartischen und einem balusterförmigen Taufstein von 1766 ist als bedeutendstes Ausstattungsteil das spätbarocke Hüchtenbruch-Epitaph zu nennen. Es entstand 1717, ein Jahr nach dem Tod des Auftraggebers Albrecht Georg, dem letzten männlichen Spross der Adelsfamilie von Hüchtenbruch, die auf dem nahen Schloss Gartrop saßen und in der Hünxer Kirche, unter der Antoniuskapelle, ihr Erbbegräbnis hatten.
Die monumentale, 4,35 m hohe Anlage ist das einzige urkundlich gesicherte Werk des Bildhauers Johann Wilhelm Gröninger aus Münster. Im Sockelfeld nennt eine lateinische Inschrift den Baron, seine Ehefrauen Gertrud Sophie von Diepenbroich († 1692) und Anna Luise von Quadt († 1695) sowie ihre Besitztümer. Umgeben von Ahnenwappen sind im Hauptgeschoss die drei hier Beigesetzten als auf einen Sarkophag gestellte Büsten porträtiert. Die Bekrönung über dem Hauptgesims zeigt ihre Familienwappen. Das Epitaph ist eines der wenigen Beispiele so aufwändig gestalteter und so plastisch durchgeformter spätbarocker Grabmalkunst am Niederrhein.